# Rheumaptera fasciata
Rheumaptera fasciata là một loài bướm đêm trong họ Geometridae.